# Georges Rutaganda
Georges Anderson Nderubumwe Rutaganda, född 27 november 1958 i Gitarma nära Kibuye, död 11 oktober 2010 i Benin, var en rwandisk paramilitär ledare och krigsförbrytare.
Som vicepresident för den hutu-extremistiska milisen Interahamwe pekas Rutaganda specifikt ut som delansvarig för folkmordet i Rwanda 1994, i vilket ungefär 1 000 000 människor miste sina liv.
Rutaganda föddes i ett välbärgat hem i västra Rwanda 1958. Hans far Esdras Mpamo var en regional ledare som senare tjänstgjorde som ambassadör för Uganda och Tyskland. Rutaganda själv mottog efter de grundläggande studierna en professur i jordbruk och fick därefter en post i Rwandas jordbruksministerium. 1991 lämnade Rutaganda regeringen för att ägna sig åt sina egna affärer, under samma tid gick han med i president Juvénal Habyarimanas hutu-extremistiska politiska parti MRND. Presidentens parti hade redan under den här tiden börjat planera folkmordet, men detta dementerade Rutagunda i efterhand kraftigt. Han påstod att hans engagemang under den här tiden endast hade att göra med att skydda sina egna ekonomiska intressen. Rutaganda utnämndes därefter till vicepresident för MRNDS ungdomsorganisation Interahamwe. Han påstod senare att det endast var en symbolisk post, och att det endast var en fråga om hur man skulle öka medlemsantalet i MRND. FN-tribunalen har bevisat att han genom sin viktiga post i Interahamwe direkt beordrade räder som gick från hus till hus, och under dessa räder mördades alla människor som klassades som tutsier. I början av 1994 pekas Georges också specifikt ut för en händelse då han beordrade sina män att mörda tio tutsier med machetes. Han beordrade också personligen Interahamwe och soldater att omringa 4 500 flyktingar i Nyanzaområdet, sedan beordrade han att få granater inkastade bland flyktingarna, varpå hans soldater öppnade eld. Rutaganda beordrade sedan Interhamwe att klubba ihjäl de flyktingar som hade överlevt. Rutaganda var även aktieägare i RTLM Hutu Power Radio, som hetsade till folkmordet i Rwanda. Rutaganda var också närvarande när hans underordnade våldtog och mördade unga flickor. Rutagunda var inte bara ansvarig för att beordra, finansiera och hetsa till folkmord, han har också bevisligen själv mördat tutsier med machete. Juryn fann honom bl a därför skyldig på tre punkter: folkmord, brott mot mänskligheten och mord. När Georges mottog sin dom inför FN-domstolen agerade han enligt ögonvittnen arrogant, utan att visa någon som helst skuld för de dåd som han dömts för.
Rutaganda avled i fängelse i västafrikanska Benin den 11 oktober 2010.
Georges Rutagunda förekommer som rollfigur i filmen Hotel Rwanda där han spelas av Hakeem Kae-Kazim.